# Luis Arconada
Luis Miguel Arconada Etxarri (* 26. Juni 1954 in San Sebastián) ist  ein ehemaliger spanischer Fußballtorhüter. Mit seinem Verein Real Sociedad gewann er 1981 und 1982 die spanische Meisterschaft und 1987 die Copa del Rey. In der spanischen Nationalmannschaft kam er von 1977 bis 1985 auf 68 Länderspiele.

## Laufbahn
Arconada begann seine Profikarriere 1973 bei Real Sociedad und blieb diesem Club bis zum Ende seiner aktiven Karriere 1989 treu. Sein Profidebüt absolvierte der 1,78 Meter große Torhüter erst am 22. Oktober 1975 bei der 1:3-Niederlage im UEFA-Pokalspiel gegen den FC Liverpool. Er kassierte in der Saison 1979/80 bei der Erringung der Vizemeisterschaft in 34 Meisterschaftsspielen nur 20 Gegentore und wurde für diese Bestmarke erstmals mit der Trofeo Zamora ausgezeichnet. In der Folgezeit avancierte er mit ausgezeichneten Reflexen und einer energischen Strafraumbeherrschung in seiner Heimatstadt zu einem absoluten Publikumsliebling. Insgesamt stand er in 551 Partien in der Primera División für Real Sociedad zwischen den Pfosten.
Bei den zwei Meisterschaftserfolgen 1981 und 1982 absolvierte er unter Trainer Alberto Ormaetxea jeweils alle 34 Ligaspiele. Er war Anfang der Achtziger einer der besten Torhüter der Welt. Er spielte repräsentativ am 16. Dezember 1980 im Stadion Nou Camp in Barcelona vor 100.000 Zuschauern in einer Weltauswahl gegen den CF Barcelona. Betreut wurde die Weltauswahl vom damaligen Bundestrainer Jupp Derwall. Das Spiel wurde zugunsten des Weltkinderhilfswerkes UNICEF ausgetragen.
Am 25. Februar 1981 hütete der Baske in der ersten Halbzeit das Tor der Europaauswahl beim Spiel in Rom gegen Italien. In der zweiten Halbzeit wurde er von Toni Schumacher (1. FC Köln) abgelöst. Im Europapokal der Landesmeister scheiterte er in der Saison 1982/83 am späteren Sieger Hamburger SV nach zwei knappen Spielen – 1:1/2:1 – mit seinem Verein im Halbfinale. Er wurde von 1980 bis 1982 dreimal als bester Torhüter Spaniens mit der Zamora-Trophäe ausgezeichnet.
Arconada war der Torhüter der spanischen Nationalmannschaft bei den Olympischen Spielen 1976 und stand wenig später auch im Aufgebot des A-Kaders bei der Weltmeisterschaft 1978 in Argentinien. Bei dieser WM war er noch der Ersatzkeeper für Miguel Ángel von Real Madrid, was sich aber schon für die Qualifikation zur Europameisterschaft 1980 änderte. Seit dem Turnier in Italien war Arconada der Stammtorhüter und sicherer Rückhalt seiner Mannschaft. Der Höhepunkt seiner Laufbahn sollte die Weltmeisterschaft 1982 im eigenen Land werden. Über die zweite Finalrunde, wo Spanien auf Deutschland und England traf, kamen die von Trainer José Santamaria betreuten Spanier allerdings nicht hinaus.
Bei der Europameisterschaft 1984 in Frankreich kam er mit Spanien unter Trainer Miguel Muñoz bis ins Finale und hatte dort den vielleicht unglücklichsten Moment seiner Karriere, als er einen Freistoß von Michel Platini, beim Stand von 0:0 nicht festhalten konnte und der Ball unter seinen Armen ins Tor rollte. Arconada spielte insgesamt 68 mal für das Nationalteam und wurde nach diesem Turnier durch Andoni Zubizarreta ersetzt.
Mit 35 Jahren beendete der studierte Betriebswirt im Sommer 1989 seine aktive Laufbahn und zog sich ins Privatleben zurück.

## Sonstiges
Spaniens Ersatztorwart Andrés Palop nahm die Medaille des Europameisters 2008 entgegen. Er trug dabei Arconadas Originaltrikot aus dem Finale von 1984.

## Erfolge
- Spanischer Meister: 1980/81, 1981/82
- Spanischer Pokalsieger: 1986/87, Finalist 1987/88
- Spanischer Supercupsieger: 1982
- Vize-Europameister: 1984
- Zamora-Trophäe: 1979/80, 1980/81, 1981/82